# Jiangnan Shipyard
Jiangnan Shipyard (укр. Суднобудівний завод Цзяннань, кит.: 江南造船厂) — історична верф у Шанхаї, Китай. Корабельня була державною з моменту свого заснування в 1865 році і зараз працює як Jiangnan Shipyard (Group) Co. Ltd.
До 2009 року компанія знаходилася на південь від центральної частини Шанхаю за адресою 2 Gaoxing Road (31°11′49″N 121°28′59″E). У 2009 році корабельня була перенесена на острів Чансін, в гирлі річки Янцзи на північ від міського Шанхаю. (31°21′14.81″N 121°44′14.69″E).
Корабельня будує, ремонтує та переобладнує як цивільні, так і військові кораблі. Інші види діяльності включають виробництво машин і електричного обладнання, посудин, що працюють під тиском, і металургійних виробів для різних наземних продуктів. 

## Суднобудування

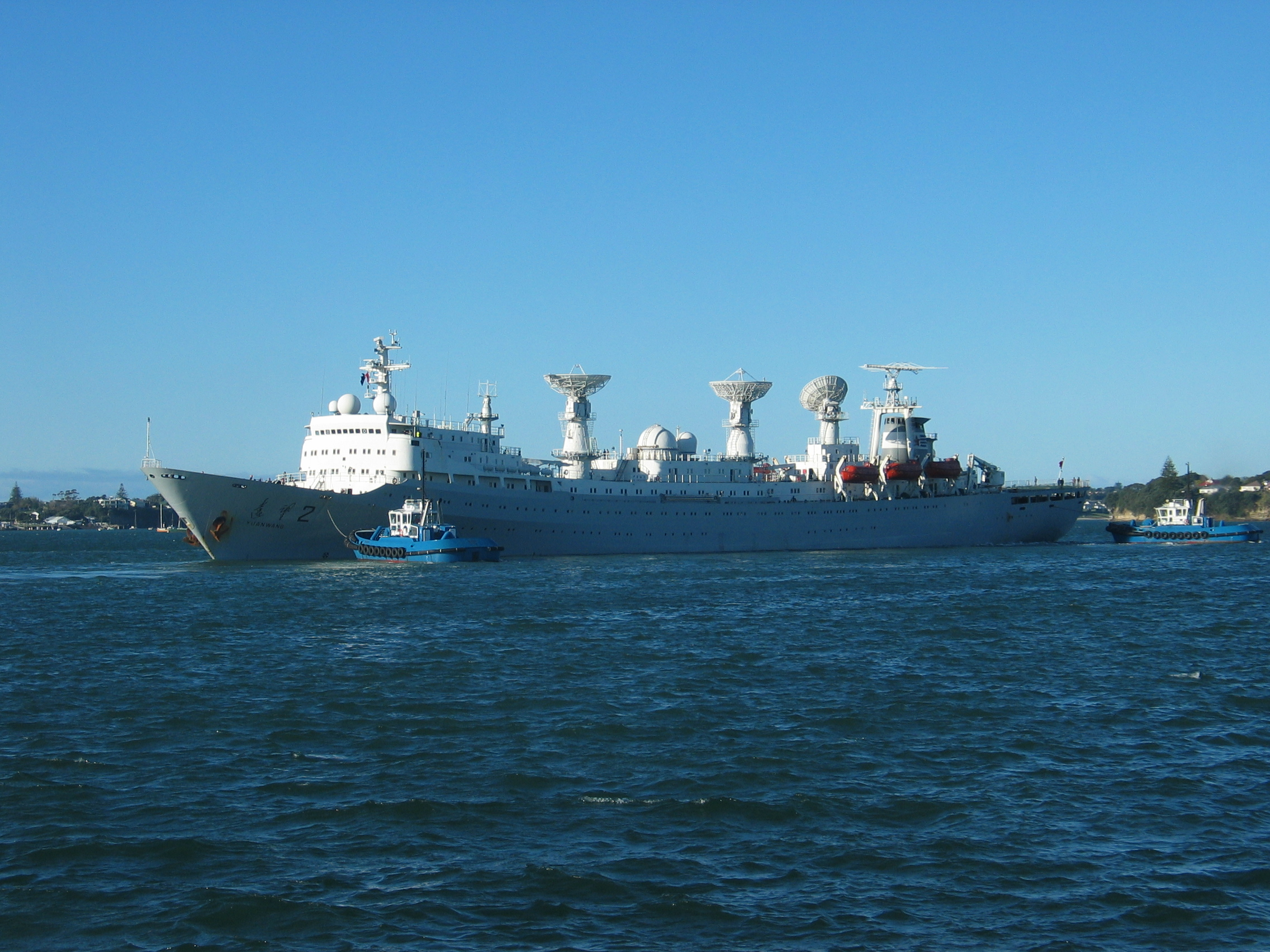
Yuan Wang 2 в гавані Вейтемата, Окленд, Нова Зеландія

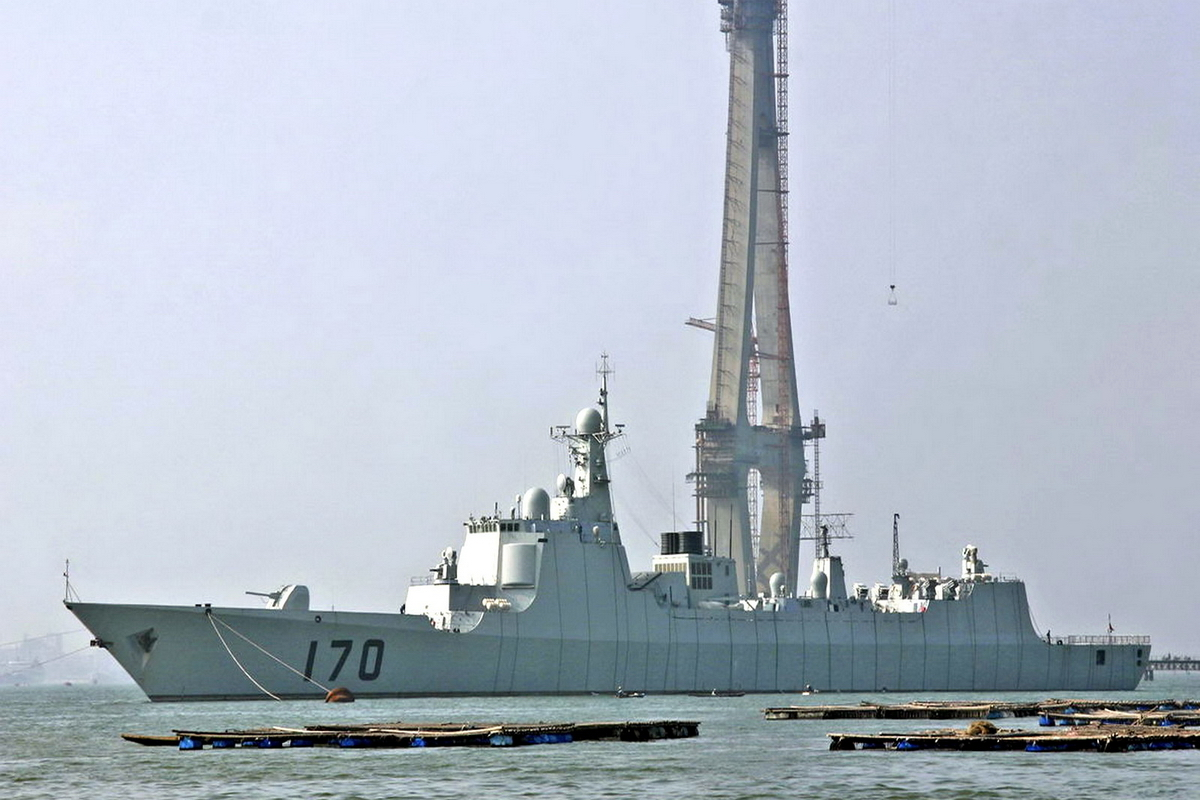
Lanzhou (170) типу есмінець типу 052C

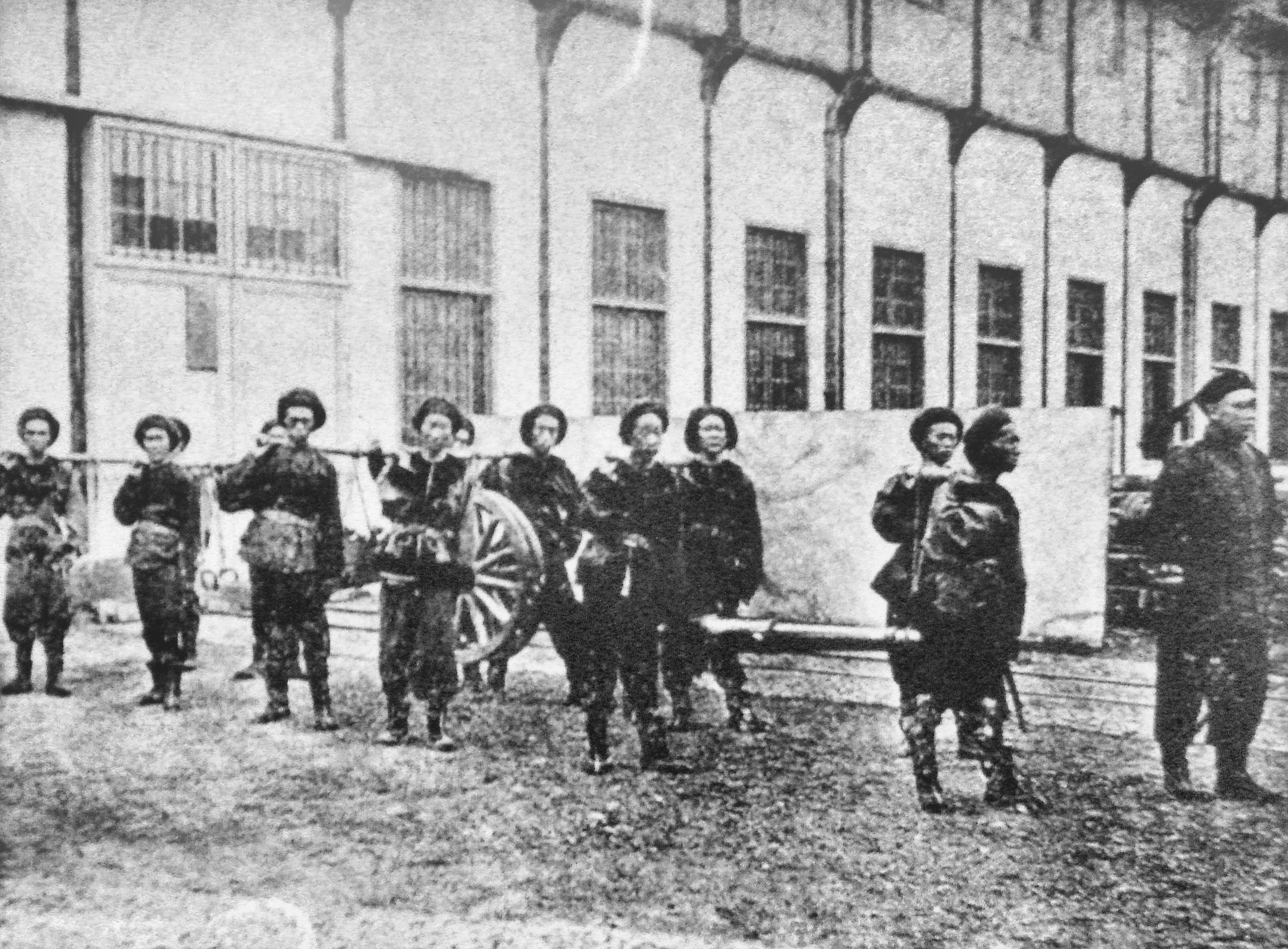
Транспортування зброї в Арсеналі Кіаннань у Шанхаї під час руху за самозміцнення.

Основною продукцією корабельні є: скраплені газовози, автовози, танкери для сирої нафти, балкери Panamax, балкери Handymax, балкери Lake Fit, багатоцільові вантажні судна та швидкісні контейнеровози. Нещодавно корабельня поставила контейнеровоз CMA CGM Champs Elysées на СПГ місткістю 23 000 TEU, але була затримка щонайменше на 10 місяців.
Список кораблів, побудованих на заводах Jiangnan і Kiangnan Dockyard and Engineering Works:
- USS Tutuila (PR-4) 1926 р
- USS Oahu (PR-6) 1926 р
- USS Panay (PR-5) 1927 р
- Корабель стеження класу "Юань Ван".
  - Юань Ван 1 1977
  - Юань Ван 2 1978
  - Юань Ван 3 1995
  - Юань Ван 7 2016
  - Юань Ван 22 2013